# Octotemnus punctidorsum
Octotemnus punctidorsum là một loài bọ cánh cứng trong họ Ciidae. Loài này được Mitatake miêu tả khoa học năm 1954.